# STS-122
STS-122, voluit Space Transportation System-122, was een missie waarmee de Europese Columbus-module door space shuttle Atlantis naar het internationale ruimtestation ISS werd gebracht.
De lancering stond aanvankelijk voor 6 december gepland maar door technische problemen met twee van de vier brandstofsensoren werd de lancering met 72 uur uitgesteld. Op 9 december werd de lancering om dezelfde reden weer uitgesteld tot 2 januari 2008 en op 14 december werd bekendgemaakt dat de lancering was uitgesteld tot 10 januari 2008. Op 28 december tot een 'nog te bepalen' datum omdat de brandstofsensoren zouden worden aangepast. Op 3 januari 2008 werd de lanceerdatum op 7 februari 2008 vastgesteld als reparaties aan de falende brandstofsensoren zouden zijn afgerond. Hierdoor werd ook de lancering van de volgende vlucht STS-123 uitgesteld die aanvankelijk gepland stond op 14 februari 2008.
Na 11 dagen in de ruimte nam Atlantis missiespecialist Daniel Tani mee terug naar de aarde.
Na de landing werd het ruimteveer klaargemaakt voor missie STS-125, de laatste onderhoudsmissie aan de Hubble ruimtetelescoop.

## Bemanning
- Stephen Frick (2) - commandant
- Alan G. Poindexter (1) - piloot
- Stanley G. Love (1) - missiespecialist
- Rex J. Walheim (2) - missiespecialist
- Leland D. Melvin (1) - missiespecialist
- Hans Schlegel (2) - missiespecialist voor de ESA

### Lancering voorISS Expeditie 16
- Léopold Eyharts (2) - ISS-vluchtingenieur voor de ESA

### Landing naISS Expeditie 16
- Daniel M. Tani (2) - ISS-vluchtingenieur

### Back-up
- Frank De Winne (2) - ESA  (voor Eyharts)

Het nummer tussen haakjes duidt aan hoeveel missies de astronaut gevlogen zal hebben na deze missie

## Lanceerteam

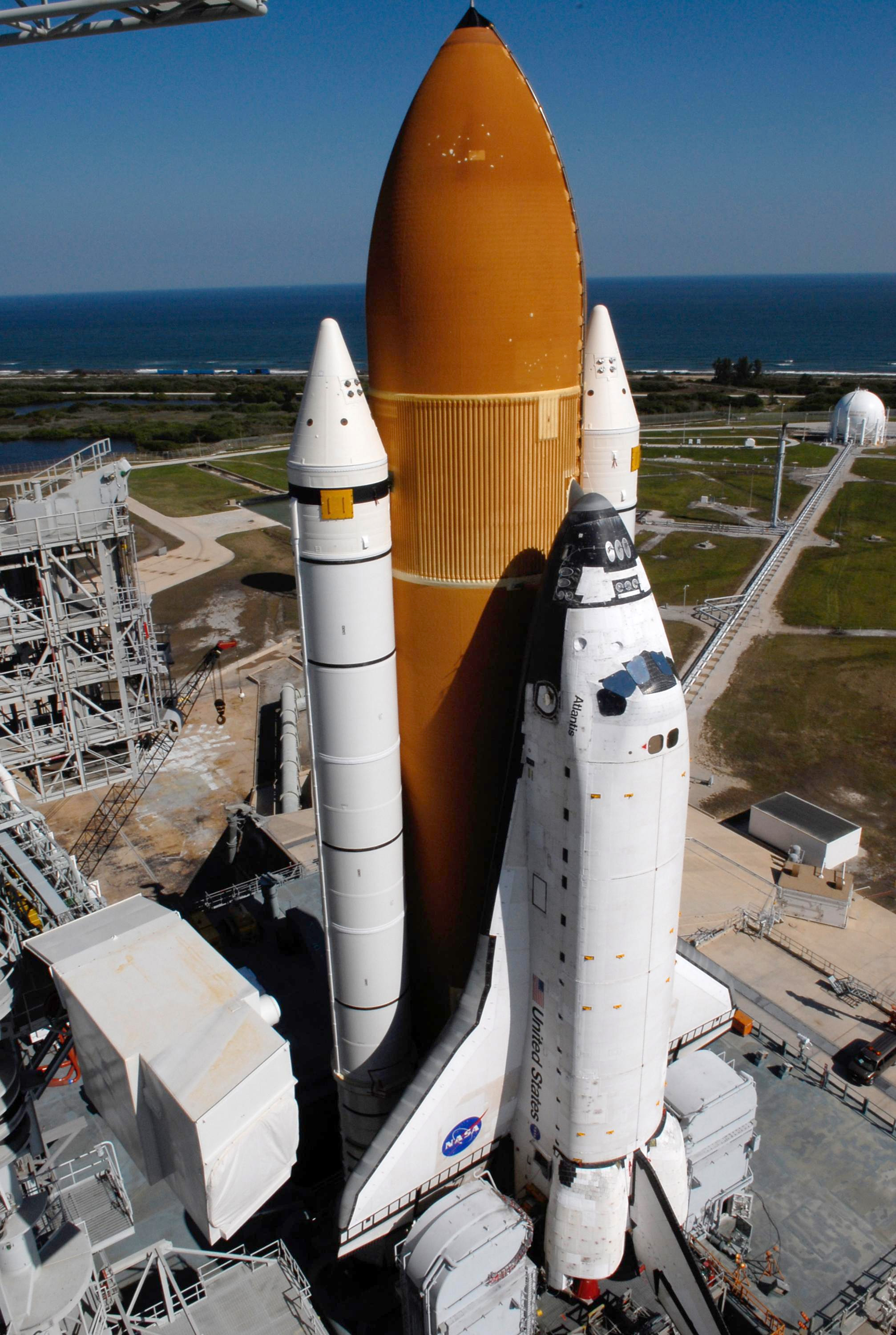
Space Shuttle Atlantis arriveerde op 10 november op lanceercomplex 39A.

De volgende personen waren verantwoordelijk voor de lancering van Space Shuttle Atlantis.
- LeRoy Cain (voorzitter van het Mission Management team)
- Doug Lyons (lanceerdirecteur)
- Jeff Spaulding (NASA-testdirecteur)
- Debbie Hahn ( ISS-missiemanager)
- Angie Brewer (vluchtmanager van Space Shuttle Atlantis)
- Kathy Winters (verantwoordelijk voor het weer tijdens de lancering)
- Charlie Blackwell-Thompson (assistent NASA-testdirecteur)
- Shannon Bartell (Directeur van veiligheid en missiehulp)
- Charlie Abner (hoofd van de technische dienst)

## Vorige vlucht
In 2007 werd de shuttle nog gebruikt voor missie STS-117.

## Koppeling met ISS
- Gekoppeld aan het ISS: 9 februari 17:17 UTC
- afgekoppeld aan het ISS: 18 februari 09:26 UTC
- aantal dagen gekoppeld aan het ISS: 9 dagen

## Hoogtepunten van de missie

### 6 december (lanceerpoging 1)

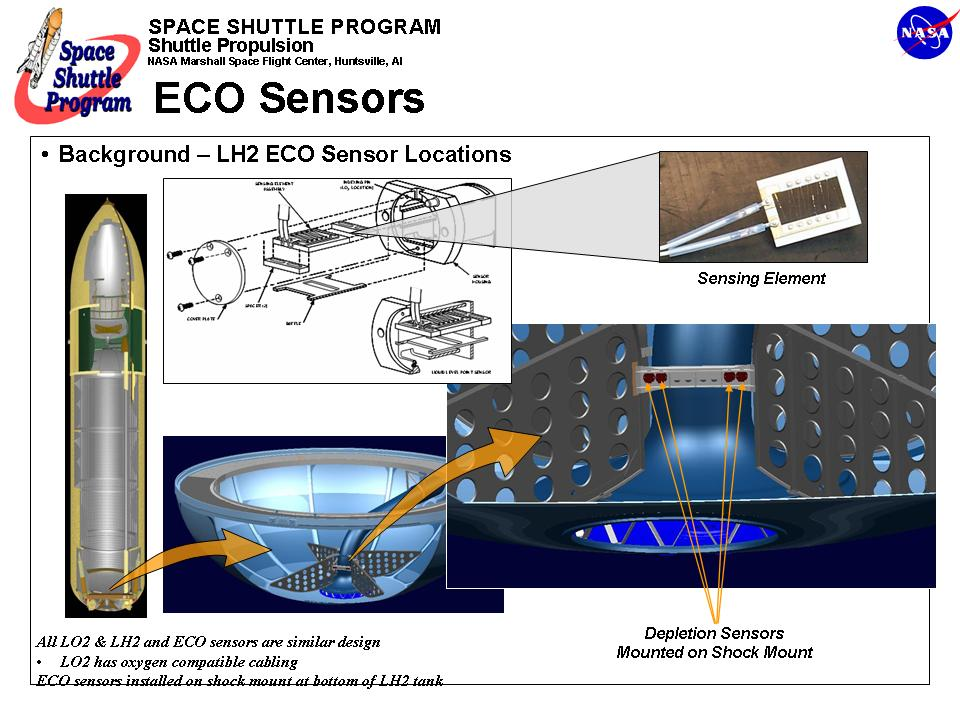
Deze afbeelding laat zien waar de ECO-sensoren zich bevinden.

Op donderdag 6 december 2007, 16 minuten na het pompen van vloeibare zuurstof in de externe raket, bleken twee van de vier brandstofsensoren (ECO's) niet te functioneren, waardoor lanceerdirecteur Doug Lyons besloot de lancering uit te stellen voor 24 uur. Op vrijdag 7 december echter, besloot het Mission Management-team om de lancering met nog eens 48 uur uit te stellen. Er werd besloten de lancering tot 9 december uit te stellen.

### 9 december (lanceerpoging 2)
Het vullen van de externe tank begon om 10:55 GMT (05:55 EST) voor een lanceertijd van 20:22 GMT (15:22 EST) De brandstofsensor 3 gaf verkeerde informatie tijdens de test om 11:51 GMT (06:52 EST). De lanceerpoging werd om 12:25 GMT (07:25 EST) gestaakt.

### 7 februari (lancering en vluchtdag 1)

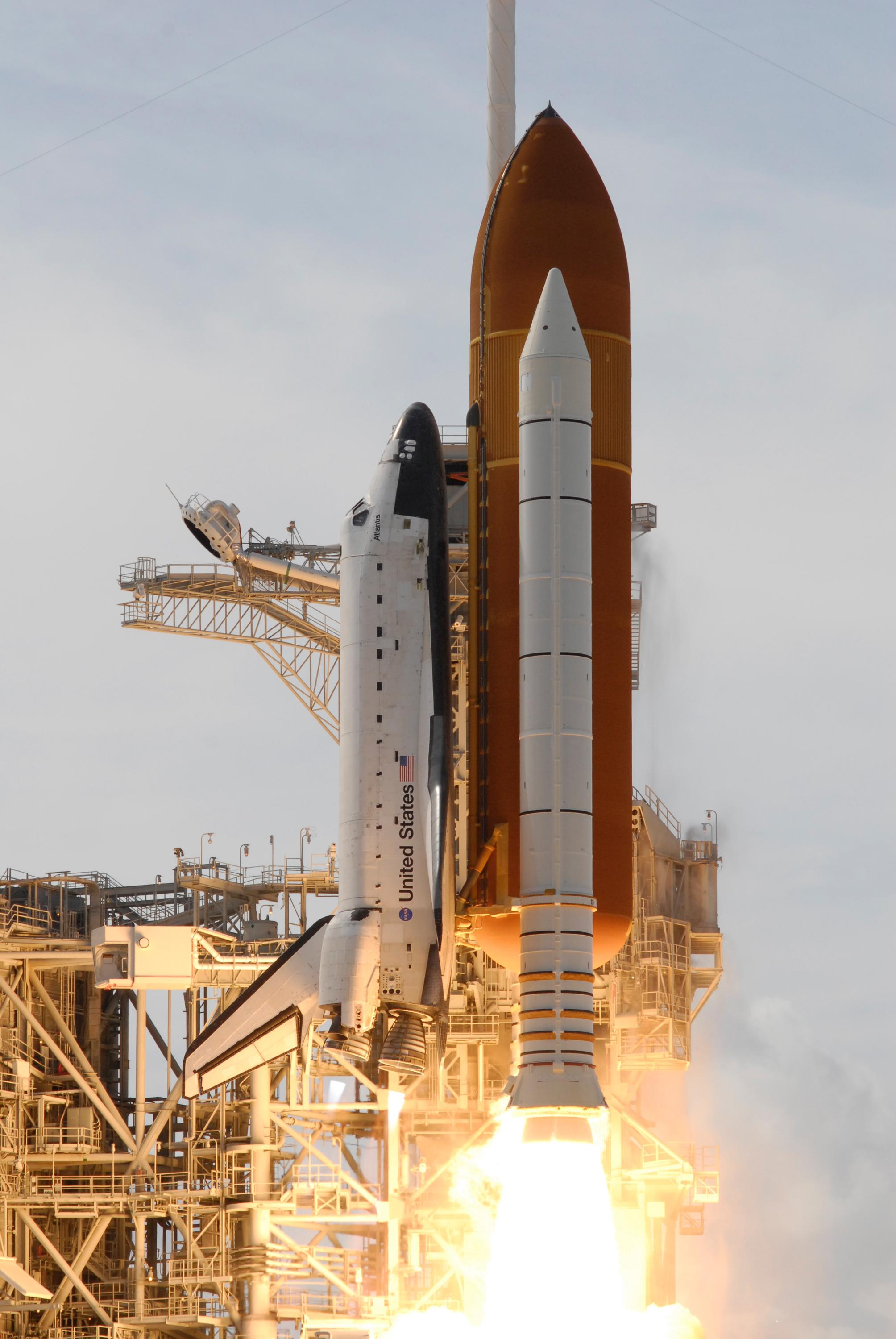
STS-122 begint de missie om het Columbus-laboratorium af te leveren bij het ISS.

Het vullen van de externe tank begon om 10:21 GMT (05:21 EST) voor een lanceertijd van 19:45 GMT (02:45 EST). Om 11:30 GMT werd bekend dat de ECO-sensoren het punt waar het de twee voorgaande keren misging, gepasseerd waren. Om 13:20 GMT was de hele externe tank volgetankt. De weervoorspellingen waren niet optimaal met slechts 30% kans op goed weer tijdens de lancering. Het slechte weer bleef echter weg en om 19:45:30 GMT werd Spaceshuttle Atlantis met succes gelanceerd.

## Ruimtewandelingen
|       | Ruimtewandelaars               | Start             | Einde             | Duur                | Taak |
| ----- | ------------------------------ | ----------------- | ----------------- | ------------------- | --- |
| EVA 1 | Rex J. Walheim Stanley G. Love | 11 februari 14:13 | 11 februari 22:11 | 7 uur en 58 minuten | Installatie van Columbus |
| EVA 2 | Rex J. Walheim Hans Schlegel   | 13 februari 14:27 | 13 februari 21:12 | 6 uur en 45 minuten | P1 Truss Nitrogen (N2) tank Installatie, stowage van de N2 tank assembly in de payload bay, Station-to-Shuttle Power Transfer System (SSPTS) routing. |
| EVA 3 | Walheim Love                   | 15 februari 13:07 | 15 februari 20:32 | 7 uur en 25 minuten | Installatie van de SOLAR telescope, and EuTEF facility onto an External Stowage Platform (ESP) on Columbus, retrieval of failed Control Moment Gyroscope (CMG) that was replaced on STS-118 and stowed on ESP2, installation of failed CMG into payload bay, installation of keel pin cloth covers on Columbus. |

## Vorige vlucht
Op 9 december 2006 werd Discovery nog gebruikt voor missie STS-116. Na die missie onderging de shuttle een onderhoudsbeurt, die elke paar jaar gehouden moet worden. Daardoor kon Discovery niet voor oktober 2007 opnieuw worden ingezet.

## Wake-up Calls
Sinds de dagen van de Gemini-ruimtevluchten is het een traditie dat de bemanning bij het begin van elke dag in de ruimte wordt gewekt met een speciale melodie. Die wordt speciaal gekozen, vaak door hun familie, en heeft gewoonlijk een bijzondere betekenis voor een individueel lid van de bemanning, of is van toepassing op hun dagelijkse activiteiten.
- Dag 2: The Book of Love gezongen door Peter Gabriel, Gespeeld voor Missie specialist Léopold Eyharts. WAV MP3
- Dag 3: The Prairie Home Companion Theme Song Gezongen door Pat Donohue en Guy's All-Star Shoe Band (intro and singer Garrison Keillor), Gespeeld voor bevelhebber Stephen Frick. WAV MP3
- Dag 4: Männer Gezongen door Herbert Grönemeyer,Gespeeld voor missie specialist Hans Schlegel. WAV MP3
- Dag 5: Fly Like an Eagle gezongen door Yolanda Adams, gespeeld voor missiespecialist Leland Melvin. WAV MP3
- Dag 6: Dream Come True gezongen door Jim Brickman, gespeeld voor missie specialist Rex J. Walheim. WAV MP3
- Dag 7: Oysters and Pearls Gezongen door Jimmy Buffett, Gespeeld voor Alan G. Poindexter. WAV MP3
- Dag 8: Consider Yourself van Oliver!, gespeeld voor Missie specialist Stanley G. Love. WAV MP3
- Dag 9: Marmor, Stein und Eisen bricht van Drafi Deutscher, gespeeld voor Missie specialist Hans Schlegel. WAV MP3